# فرانسوا فورنير (سياسي)
فرانسوا فورنير (بالفرنسية: François Fournier)‏ هو سياسي فرنسي، ولد في 14 أغسطس 1866 في Manduel ‏ في فرنسا، وتوفي بنفس المكان في 27 مايو 1941. نشط حزبياً في French Section of the Workers' International ‏. وقد انتخب نائب فرنسي.